# Le Crouzet
Le Crouzet là một xã trong vùng hành chính Franche-Comté, thuộc tỉnh Doubs, quận Pontarlier, tổng Mouthe. Tọa độ địa lý của xã là 46° 42' vĩ độ bắc, 06° 08' kinh độ đông. Le Crouzet nằm trên độ cao trung bình là 1028 mét trên mực nước biển, có điểm thấp nhất là 1018 mét và điểm cao nhất là 1212 mét. Xã có diện tích 3.77 km², dân số vào thời điểm 1999 là 40 người; mật độ dân số là 11 người/km².

## Thông tin nhân khẩu
| 1962 | 1968 | 1975 | 1982 | 1990 | 1999 |
| ---- | ---- | ---- | ---- | ---- | ---- |
| 34   | 47   | 40   | 38   | 33   | 40   |

## Địa điểm tham quan
Nhà thờ Sainte-Anne được xây năm 1633 và tu bổ lần cuối năm 1985.